# Okres Pleszew
Okres Pleszew (polsky Powiat pleszewski) je okres v polském Velkopolském vojvodství. Rozlohu má 711,91 km² a v roce 2019 zde žilo 63 014 obyvatel. Sídlem správy okresu je město Pleszew.

## Gminy
Městsko-vesnické:
- Dobrzyca
- Chocz
- Pleszew

Vesnické:
- Czermin
- Gizałki
- Gołuchów

## Města
- Dobrzyca
- Chocz
- Pleszew

## Sousední okresy
| Růžice kompasu | Września  | Słupca              | Konin         | Růžice kompasu |
| Růžice kompasu | Jarocin   | Sever               | Kalisz, Konin | Růžice kompasu |
| Růžice kompasu | Jarocin   | Okres Pleszew       | Kalisz, Konin | Růžice kompasu |
| Růžice kompasu | Jarocin   | Jih                 | Kalisz, Konin | Růžice kompasu |
| Růžice kompasu | Krotoszyn | Ostrów Wielkopolski | Kalisz        | Růžice kompasu |